# Cychrus
Cychrus là một chi bọ cánh cứngs. 14 species live ở châu Âu.

## Hình ảnh

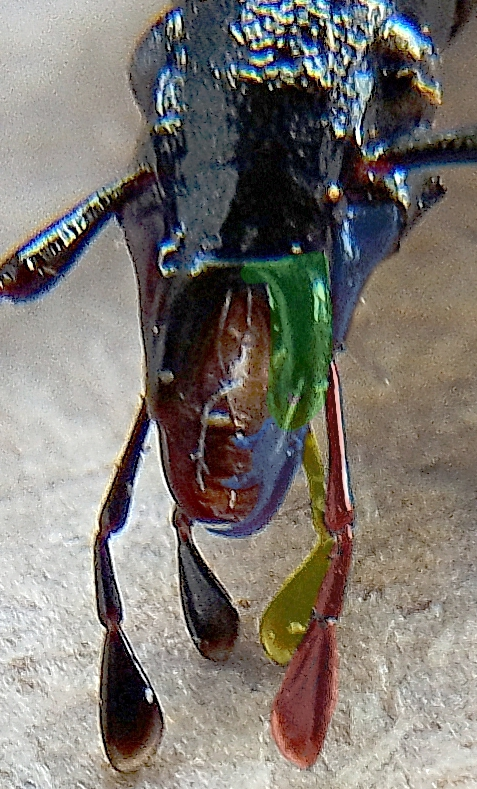
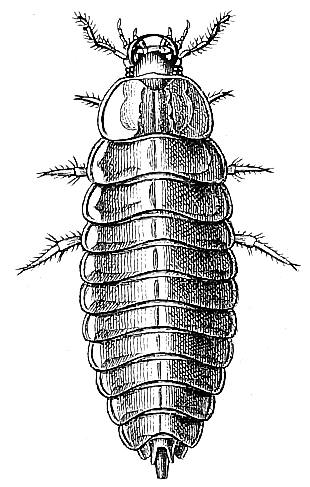
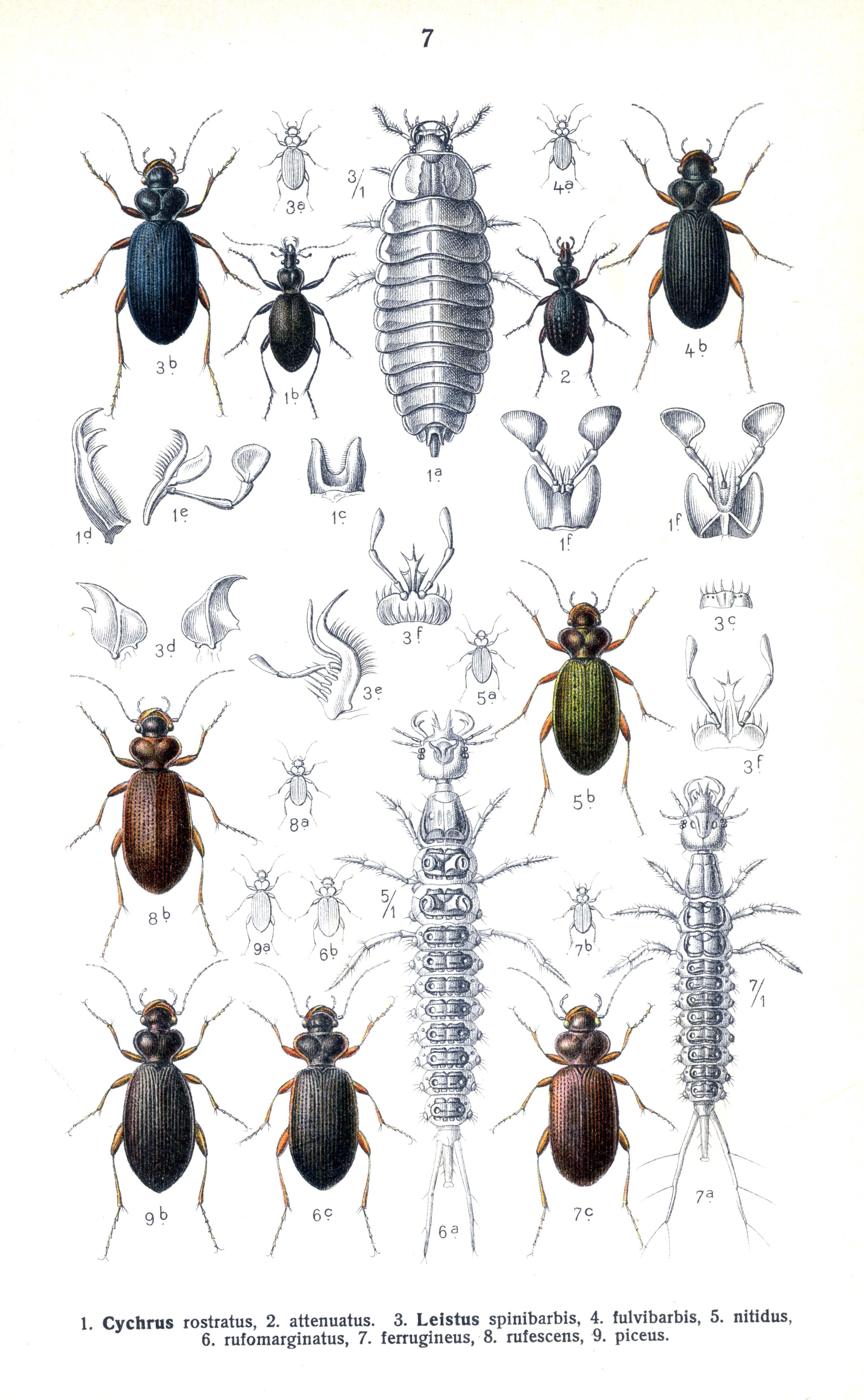

- Tập tin:Stamps of Germany (DDR) 1968, MiNr 1412.jpg